# Bart Vandewege
Bart Vandewege es un músico versátil que estudió tanto teoría musical (armonía, contrapunto, composición) como flauta travesera, canto y piano en distintos conservatorios de Bélgica. Movido por la curiosidad, se especializó además en música antigua, música contemporánea y jazz.

## Biografía
Con anterioridad había recibido clases de artes plásticas y escritura, disciplinas que le han servido como herramienta de inspiración en la composición de piezas musicales para teatro, cine y danza, debido a su capacidad de crear sinestesias.
Canta como bajo en conjuntos como Collegium Vocale Gent (Philippe Herreweghe), Amsterdam Baroque Choir (Ton Koopman), Huelgas Ensemble (Paul van Nevel), Bach Collegium Japan (Masaaki Suzuki), Il Gardellino (Marcel Ponseele), Plus Ultra (Michael Noone), La Petite Bande (Sigiswald Kuijken), Concerto Köln, Il Giardino Armonico, Freiburger Barockorchester, Orquesta Barroca de Granada, bajo las órdenes de directores como Gustav Leonhardt, René Jacobs, Thomas Hengelbrock, Robert King, Jos Van Immerseel, Alan Curtis, Roy Goodman, Christopher Hogwood, Peter Rundel, Skip Sempé, Peter Phillips y Marcus Creed, actividad que le ha llevado en gira por Europa, Estados Unidos y Asia. Asimismo, ha tomado parte en numerosas grabaciones discográficas.
Trabaja regularmente como director invitado y ha realizado diversas grabaciones de obras olvidadas de compositores que van desde Fétis y Lemmens hasta las del compositor americano Elliott Carter. Como asistente, ha dirigido además La Chapelle Royale, el Vlaams Radio Koor, Collegium Vocale Gent, Il Gardellino y Amsterdam Baroque Choir. En 2008 fue nombrado director artístico del coro Vozes de Al Ayre Español. También es director artístico del conjunto La Hispanoflamenca, especializado en la polifonía de los siglos XVI y XVII de los Países Bajos y la Península ibérica. Gustav Leonhardt, Monica Huggett y Enrico Onofri han sido directores invitados de La Hispanoflamenca.
Bart Vandewege ha sido hasta 2004 programador de Radio 3 / Klara (VRT Bruselas) y desarrolla una intensa actividad como productor en grabaciones sonoras, pudiendo destacar entre ellas las realizadas recientemente con música de Mauricio Kagel y Cristóbal Halffter. Su plural destreza como músico resulta ventajosa en la supervisión artística de las grabaciones, siendo su objetivo el obtener lo mejor de los intérpretes en un tiempo limitado, permitiendo a la vez que se expresen con libertad.

## Obra
Bart Vandewege compone principalmente para teatro, cine y danza, por encargo de diferentes compañías europeas de teatro así como de directores cinematográficos, la Radio Televisión Belga (VRT), Les Ballets C de la B, Ars Animación España/Mexico - Film Animation Studio, entre otros. En sus composiciones muestra preferencia por una técnica inspirada en el contrapunto de los polifonistas flamencos de los siglos XVI y XVII, pero aplicada al lenguaje sonoro actual y elaborada a base de varias líneas horizontales superpuestas a modo de láminas. Su estilo polifacético varía en función del proyecto y de la persona que realiza el encargo, pero sus melodías-en-las-melodías, así frecuentemente llamadas por los diletantes, son características.
- Datos: Q5721274